# Syzygium cordatum
Syzygium cordatum es una especie de planta fanerógama perteneciente a la familia de las mirtáceas.

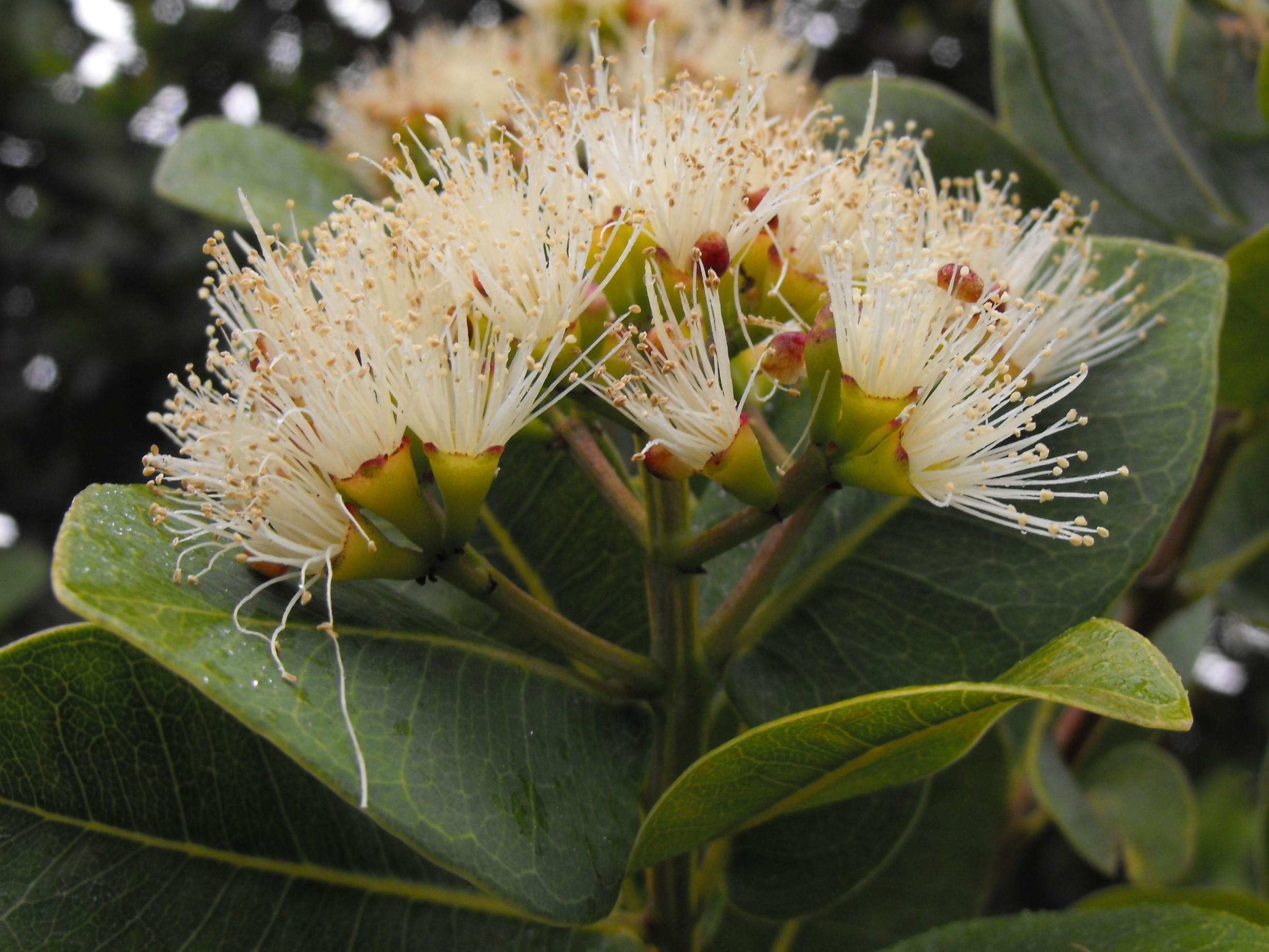
Flores

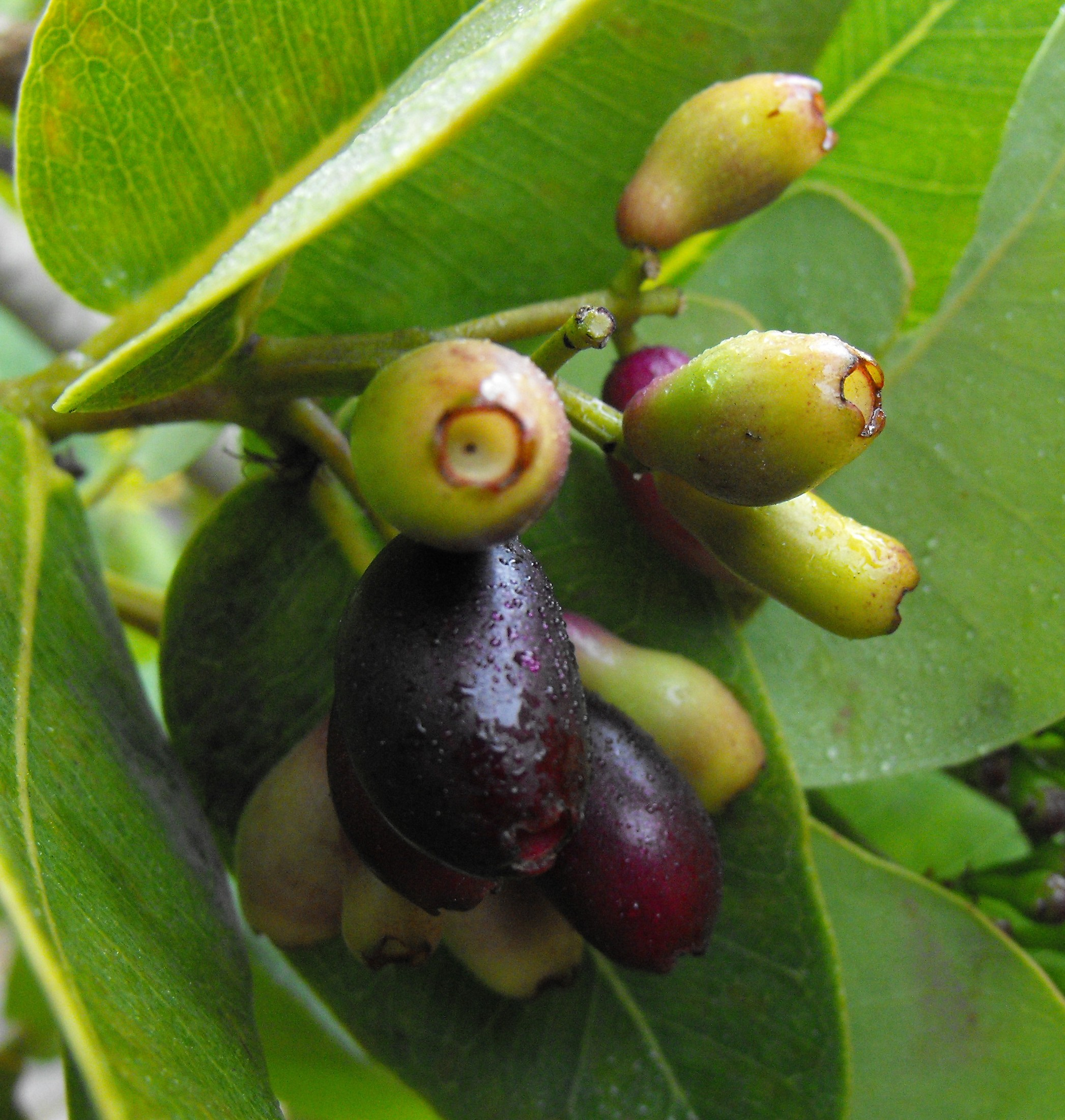
Fruto

## Descripción
Es un árbol perennifolio, el cual crece a una altura de 8-15 m. El árbol se encuentra con frecuencia cerca de arroyos, en márgenes de los bosques o en lugares pantanosos. Las hojas son de elípticas a circulares, verdes azulosas en el haz y verde más pálido en el envés. Las hojas son rojizas. Las flores fragantes de blancas a rosáceas se producen en terminales ramificadas y tienen numerosos estambres vellosos y proporcionan abundante néctar. Florece de agosto a noviembre. Los frutos son bayas ovales, de rojo a púrpura oscuro cuando maduro.
Nombres comunes son waterbessie (Afrikáans), su nombre en inglés "water berry" (baya de agua) también se usa para otras especies de Syzygium.

## Distribución
Crece a lo largo de las orillas de los ríos desde KwaZulu-Natal hacia el norte hasta Zimbabue y Mozambique. Crece en las márgenes de regiones forestales, en bosques abiertos o a veces en herbazales arbolados y en tierras altas.

## Usos
El árbol es conocido por sus muchos usos. El fruto carnoso es de sabor ligeramente ácido y es comido por niños, monos, gálagos y aves. Las bayas son también usadas a veces para hacer una bebida alcohólica. La corteza en polvo se usa como un veneno para peces. En África central el árbol es conocido como un remedio para el dolor de estómago y la diarrea. También se usa para tratar malestares respiratorios y tuberculosis.

## Taxonomía
Syzygium cordatum fue descrita por Hochst. ex Krauss y publicado en Flora 27: 425. 1844.
Etimología
Syzygium: nombre genérico que deriva del griego: syzygos y significa "unido, reunido"
cordatum: epíteto latíno que significa "con hojas que parecen un corazón"
Sinonimia
- Eugenia cordata (Hochst. ex Krauss) G.Lawson
- Jambosa cymifera E.Mey.
- Syzygium cordatum subsp. cordatum
- Syzygium cordifolium Klotzsch
- Syzygium cymiferum (E.Mey.) C.Presl[4]